# Andreas Schott

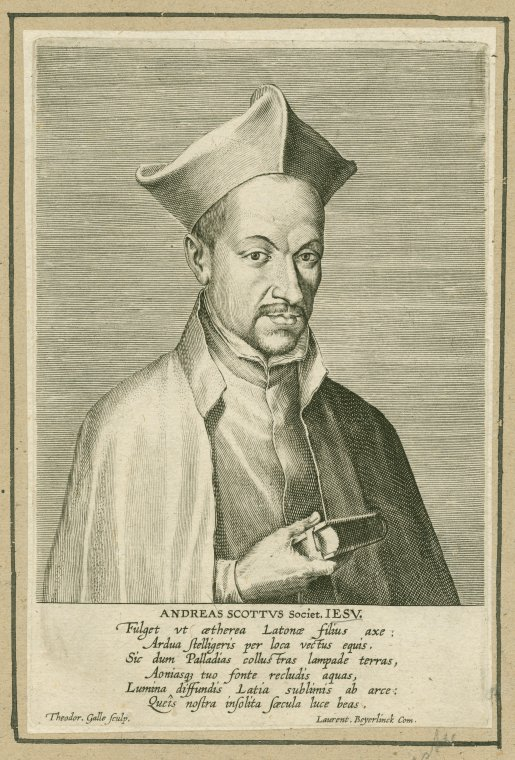
De humanist en jezuïet Andreas Schott

Andreas Schott of Andreas Scottus (Antwerpen, 12 september 1552 - 23 januari 1629) was een Zuid-Nederlands jezuïet, humanist, linguïst en schrijver.

## Levensloop
Na lagere en middelbare studies in zijn geboortestad, werd Schott student aan het Collegium Trilingue in Leuven, waar hij onder meer de latinist Cornelius Valerius als professor had. Hij studeerde ook wijsbegeerte een promoveerde in 1573 tot doctor in de letteren. De godsdienstroebelen in 1576 deden hem Leuven verlaten. Hij trok naar Douai, en vervolgens naar Parijs, waar hij vriendschap sloot met humanisten, zoals Ogier Gisleen van Busbeke, Isaac Casaubon en Josephus Justus Scaliger. Vandaar trok hij in 1579 naar Spanje, waar hij klassiek Grieks doceerde aan de universiteiten van Toledo (1580-1583) en Saragossa (1583-1586). In 1584 werd hij priester gewijd.
In 1585 werd Antwerpen voor de Spanjaarden veroverd door Alexander Farnese en Scott hoopte naar zijn geboortestad terug te keren. Eerst trad hij in bij de jezuïeten. Na noviciaat in Saragossa voltooide hij zijn opleiding in de godgeleerdheid in Valencia.

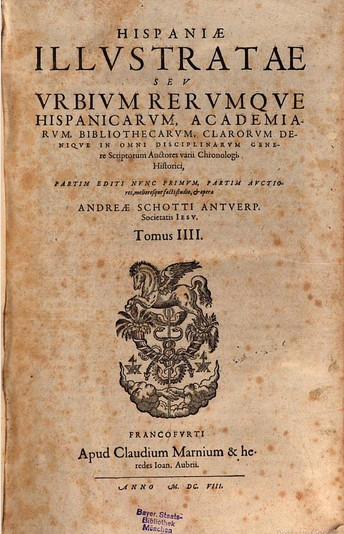
Deel IV van de Hispania illustrata

Schott werd docent godgeleerdheid aan het jezuïetencollege van Gandia (1590-1593) en vervolgens professor retorica aan de Pauselijke Universiteit Gregoriana in Rome (1594-1597).
In 1597 kon hij eindelijk naar zijn geboortestad terugkeren. Hij sloot er zich aan bij een groep erudiete jezuïeten, onder de leiding van Carolus Scribani. Hij knoopte vriendschap aan met Christoffel Plantijn, Abraham Ortelius en Théodore Poelman. Hij was vooral bevriend met Justus Lipsius, met wie hij een drukke correspondentie onderhield.
André Schott stierf in het Antwerpse jezuïetenhuis.

## Publicaties
De werken van Schott hebben betrekking op taalkunde, muntenkunde, letterkunde en vooral geschiedenis van de klassieke Oudheid en van de vroege rooms-katholieke kerk. Hij publiceerde biografieën van Romeinse keizers, een traktaat over de Latijnse stijl van Cicero, een lijst van Griekse spreuken liet hem toe een synthese te maken van de Griekse wijsheid. Hij droeg ook bij tot de kennis van de kerkvaders, met onder meert de publicatie van de briefen van de heilige Hieronymus (waaronder 600 niet eerder uitgegeven brieven) en van die van de heilige Isidorus van Sevilla. 
Hij was een van de auteurs van de omvangrijke Hispania illustrata en was de auteur van Hispaniae Bibliothecae, een encyclopedie van schrijvers, geestelijken, en academici, alsook Spaanse genealogieën. Hij was ook de vertaler in het Spaans van de biografieën gewijd aan de Spaanse jezuïeten (Franciscus Borgia, Alfonso Salmeron en Diego Lainez).
Als harde werker met een aanzienlijke eruditie, heeft hij een aanzienlijke productie nagelaten. Het was zijn manier om als overtuigde christen en humanist de goddelijke glorie te dienen.

### Andreas Schottus als auteur
- Hispaniae illustratae Scriptores vari, 3 vol., Frankfurt, 1603-1608.
- De vita et moribus imperatorum romanorum, Antwerpen, 1579.
- De instauranda Ciceronis imitatione, Doornik, 1610.
- B.Hieronymi epistolarum selectarum libri tres, Doornik, 1610.
- Adagia Graecorum, Antwerpen, 1612.
- Annotationum Spicilegium.
- Adagia sacra Novi Testamenti, 1612.
- S.Isidori Pelusiotae epistolae hactenus ineditae, Antwerpen, 1623.

### Andreas Schottus als uitgever
- Aurelius Victor (1577)
- Origo gentis romanae[1], (Plantin, 1579) [2]
- De situ orbis spicelegio auctus van Pomponius Mela (Antwerpen, 1582)
- Tabulae rei nummariae Romanorum Graecorumque (1605)
- Seneca de Oudere (1607)
- Commentarius in Aemilium Probum (1609)
- Photii bibliotheca graeco-latina (1611)
- Spreekwoorden van Diogenius (1612)
- Chrestomathy of Proclus (1615)
- In Ciceronem Annotationes: Quibus lectiora eiusdem carmina accedunt van Carolus Langius (Charles Langius)
- Antonini Augusti Provinciarum

## Voetnoten
1. ↑  Anonymous, Origo Gentis Romanae: The Origin of the Roman People (2004).
2. ↑  Smith, Dictionary of Greek and Roman Biography and Mythology, vol. 3.